# Pekkendam
Pekkendam is een straat in Amsterdam-Zuid. De straat is op 3 april 1963 vernoemd naar landgoed Peckedam te Diepenheim dat sinds 12 april 2005 een rijksmonument is. Andere straten in de buurt zijn ook vernoemd naar dergelijke landgoederen in de omgeving van Diepenheim.
De bebouwing bestaat uit twaalf stadsvilla’s, waarvan een of meer ontworpen door Christiaan Nielsen, laatste stadsbouwmeester van Amsterdam. Het zijn zogenaamde patiobungalows waarvan er ook een aantal aan Weldam (vernoemd naar landgoed Weldam) staat, die parallel ten oosten van Pekkendam loopt. De architect kende de buurt goed, hij woonde zelf van 1967 tot 1970 aan de nabijgelegen Van der Boechorststraat 32, welke villa hij ook had ontworpen. De huizen in dit relatief rustige wijkje dateren uit de laatste helft van de jaren zestig.
De huisnummers lopen op van 1 tot en met 11 en 2 tot en met 12. De villa's op huisnummers 9 en 11 hebben op de verdieping en bij de toegang glaskunstwerken ontworpen en gemaakt door Louis la Rooy (gekleurd glas) en zijn collega Richard Wieland (wit glas), die eerste is zelf in Amstelveen woonachtig en werkzaam.

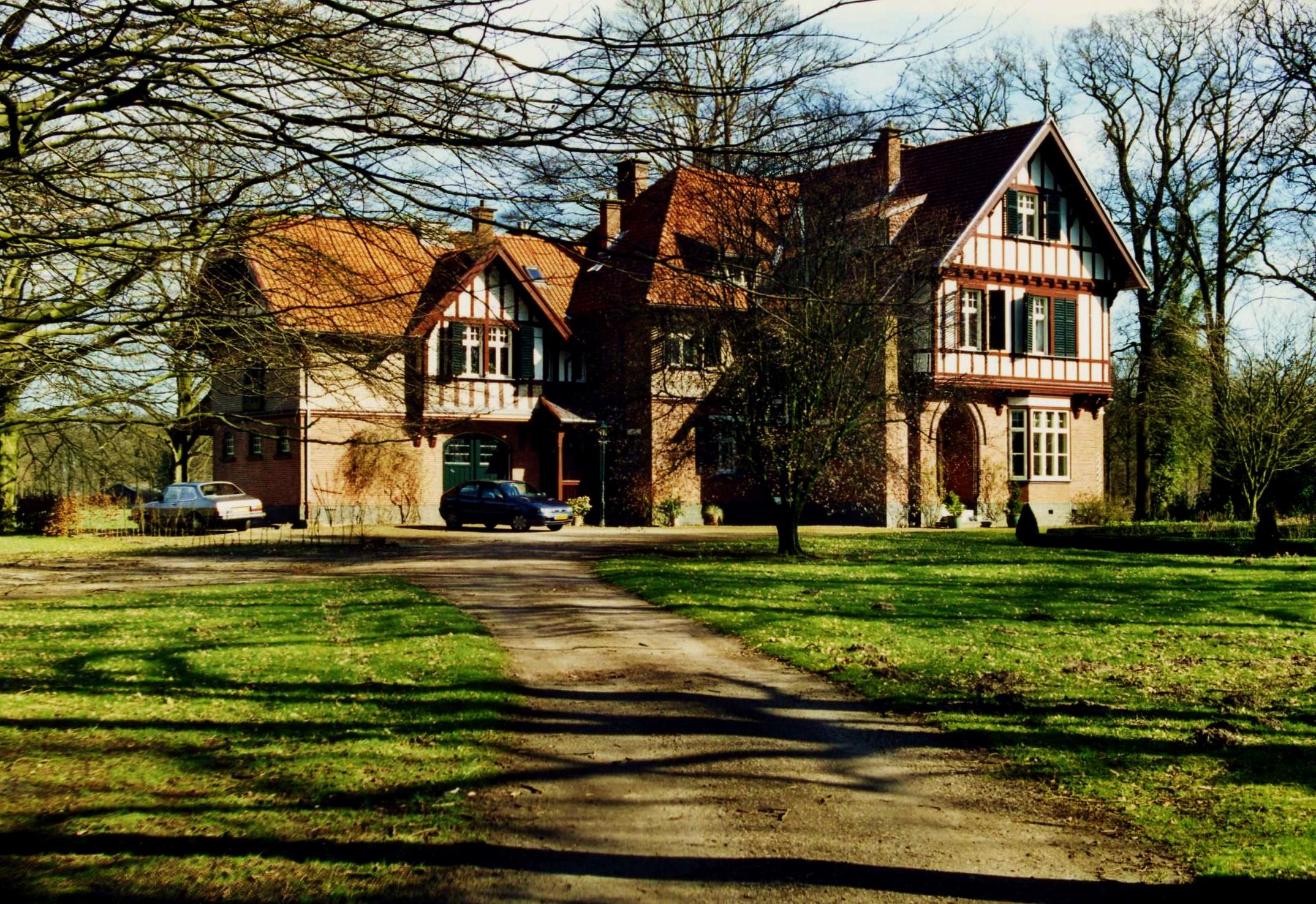
Peckedam (september 2012)